# 那加西野町
那加西野町（なかにしのまち）は、岐阜県各務原市の地名。丁番を持たない単独町名である。

## 地理
各務原市の那加地区に属する。
町域の東部は那加楽天地町、那加西那加町、西部は那加太平町、那加日吉町、那加新加納町、南部は那加新加納町、那加西那加町、北部は那加太平町、那加新那加町である。
町域には名古屋鉄道各務原線が通過する。
道路
- 県道152号岐阜各務原線
- 那加メーンロード
- 体育館通り

## 歴史
元々は稲葉郡那加町西市場外六ケ所大字入会地の一部であった。1944年（昭和19年）2月11日、那加町西市場外六ケ所大字入会地の市街地の地域で字名の改称と地番変更がおこなわれ、西野町が成立。1963年（昭和38年）4月1日に各務原市の発足に伴い那加西野町に改称する。

## 世帯数と人口
2024年（令和6年）10月1日現在の世帯数と人口は以下の通りである。
| 丁目       | 世帯数  | 人口  |
| ---------- | ------- | ----- |
| 那加西野町 | 299世帯 | 621人 |

## 小・中学校の学区
市立小・中学校に通う場合、学区は以下の通りとなる。
| 番・番地等 | 小学校                   | 中学校               |
| ---------- | ------------------------ | -------------------- |
| 全域       | 各務原市立那加第三小学校 | 各務原市立那加中学校 |

## 主な施設
- 西野町一公民館

## 交通
- 最寄りの駅は名古屋鉄道各務原線新那加駅。